# Trenton (Tennessee)
Pour les articles homonymes, voir Trenton.
Trenton est une ville des États-Unis, siège du comté de Gibson, dans l’État du Tennessee. Lors du recensement de 2010, sa population s’élevait à 4 264 habitants.

## Source
- (en) Cet article est partiellement ou en totalité issu de l’article de Wikipédia en anglais intitulé « Trenton, Tennessee » (voir la liste des auteurs).